# Тамбала (село)
Тамбала (каз. Тамбала) — село в Ескельдинском районе Жетысуской области Казахстана. Входит в состав сельского округа Акын Сара. Код КАТО — 196457400.

## Население
В 1999 году население села составляло 314 человек (163 мужчины и 151 женщина). По данным переписи 2009 года, в селе проживали 343 человека (188 мужчин и 155 женщин).